# Sebastian Horsley

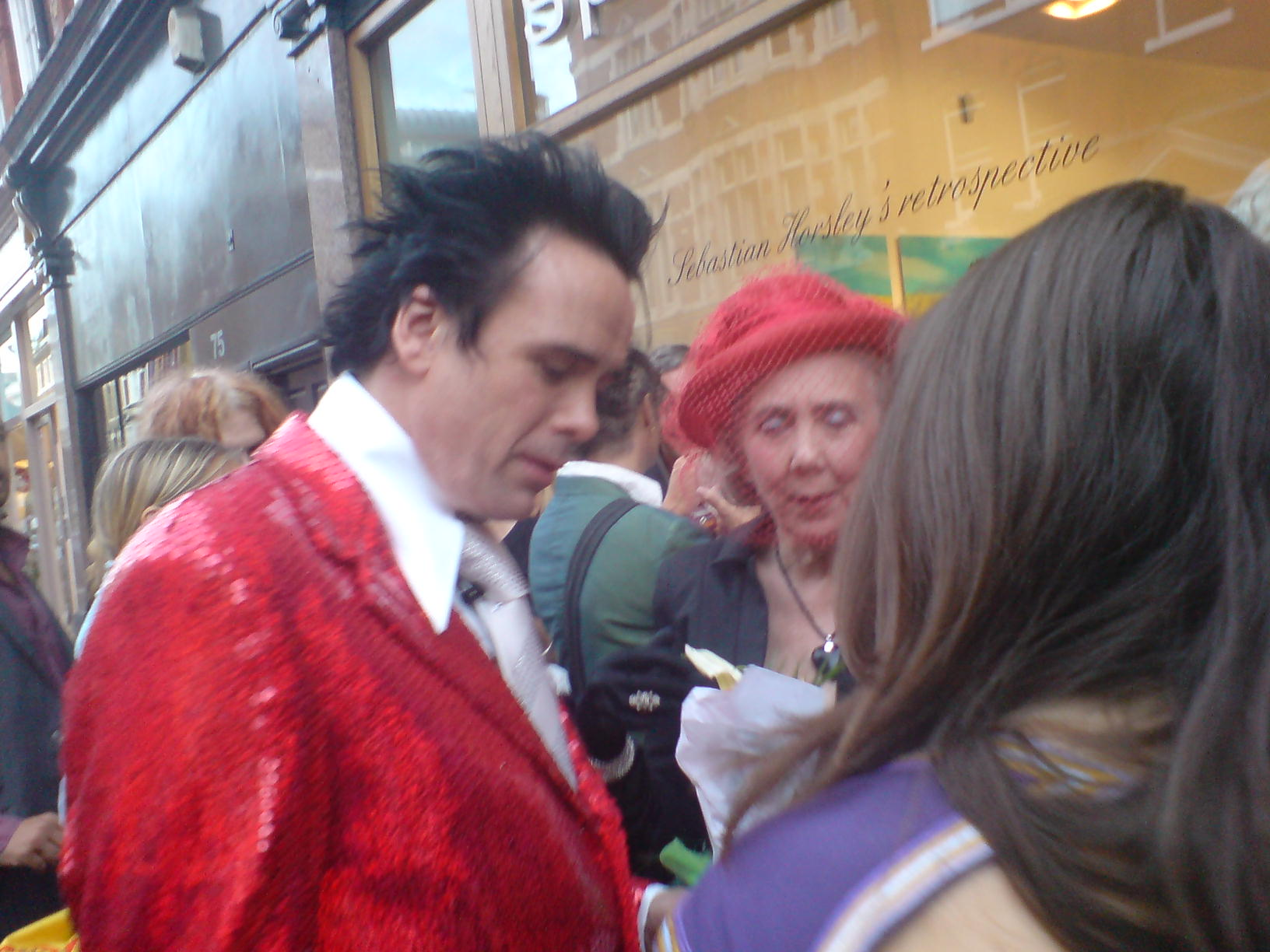
Horsley bei einer Retrospektive im Spectrum London im Jahr 2007

Sebastian Horsley (* 8. August 1962; † 17. Juni 2010 in London) war ein britischer Schriftsteller und Künstler. Er erlangte als „Dandy“ überregionale Bekanntheit.

## Leben
Sebastian Horsley wurde 1962 als Sohn eines ehemaligen Managers der Firma Northern Foods geboren. Seine Eltern waren angeblich beide Alkoholiker. Horsley wurde innerhalb des Vereinigten Königreichs als Talkshowgast und Performancekünstler bekannt. Besonders häufig wird eine Performance genannt, bei welcher er sich auf den Philippinen kreuzigen ließ. Aufgrund seiner Ausführungen zum Drogenkonsum und einer daraus resultierenden moralischen Verkommenheit erhielt er ein Einreiseverbot für die Vereinigten Staaten. Dieses Einreiseverbot führte zu Kommentaren über das US-amerikanische Einwanderungsrecht in angesehenen Tageszeitungen wie der Washington Post. Horsley war selbst auch für dieses Medium tätig, so veröffentlichte er regelmäßig in den britischen Zeitungen The Observer, New Statesman und The Independent, sowie in dem Magazin The Erotic Review. Er lebte zuletzt im Londoner Stadtbezirk Soho, wo er im Juni 2010 verstarb. Als Todesursache wurde eine Überdosis an Heroin angegeben.

## Werke
- Dandy in the underworld, Sceptre, London 2007, ISBN 9780340934074.

### Deutschsprachige Übersetzungen
- Dandy in der Unterwelt, Blumenbar, München 2009, ISBN 978-3-936738-48-3.